# Joseph W. Kennedy
Joseph William Kennedy (Nacogdoches, 30 maggio 1916 – Saint Louis, 5 maggio 1957) è stato un chimico statunitense, noto per la scoperta del plutonio insieme a Glenn T. Seaborg, Edwin McMillan e Arthur Wahl. Durante la seconda guerra mondiale, guidò la divisione CM (Chimica e Metallurgia) del Progetto Manhattan presso il Los Alamos Laboratory, dove supervisionò le ricerche sulla chimica e metallurgia dell'uranio e del plutonio. Dopo la guerra, fu reclutato come professore presso l'Università Washington a Saint Louis, aiutando l'ateneo nel corso degli anni ad affermarsi come apprezzato centro di ricerca.

## Biografia
Joseph William Kennedy nacque a Nacogdoches, in Texas, il 30 maggio 1916, figlio di Joseph e Mattie Kennedy. Visse a Center per sette anni prima di entrare all'università. Frequentò lo Stephen F. Austin State Teachers College, dove conseguì il Bachelor of Arts (BA), e l'Università del Kansas, che gli conferì un Master of Arts (MA). Successivamente, si iscrisse all'Università della California, Berkeley, dove ottenne un Dottorato di Ricerca (PhD), con una tesi sull'isomerismo nucleare nel tellurio, nell'elemento 43 e nello zinco, sotto la supervisione di George Ernest Gibson.
Nel febbraio 1940, Glenn Seaborg e Edwin McMillan produssero il plutonio-239 bombardando l'uranio con deutroni. Questo processo produsse il nettunio, elemento 93, che subì un decadimento beta formando un nuovo elemento, il plutonio, con 94 protoni. Kennedy costruì una serie di rilevatori e contatori per verificare la presenza di plutonio. Usò mica affettata sottilissima per creare una finestra e contare le emissioni di particella alfa, e una camera di ionizzazione con un campo magnetico per separare le particelle beta del nettunio dalle particelle alfa del plutonio.Seaborg Seaborg, 2001, pp. 75-77
Il 28 marzo 1941, Seaborg, il fisico Emilio Segrè e Kennedy dimostrarono non solo la presenza di plutonio, ma anche che era fissile, una distinzione importante che fu cruciale per le decisioni prese nella direzione della ricerca del Progetto Manhattan. Arthur Wahl iniziò quindi a esplorare la chimica del nuovo elemento scoperto. Nel 1966, la stanza 307 del Gilman Hall nel campus di Berkeley, dove svolsero questo lavoro, fu dichiarata National Historic Landmark degli Stati Uniti.

### Progetto Manhattan
Kennedy fu uno dei primi ad essere reclutato nel Los Alamos Laboratory del Progetto Manhattan, arrivandovi nel marzo del 1943. Divenne capo ad interim della Divisione di Chimica e Metallurgia (CM). Alcuni leader del progetto avevano dei dubbi su Kennedy, che aveva solo 26 anni. Fu quindi contattato Charles Thomas, il quale accettò di coordinare gli sforzi chimici dei vari laboratori del Progetto Manhattan, ma non desiderava trasferirsi nel New Mexico. Nonostante la giovane età, Kennedy divenne ufficialmente il capo della Divisione CM nell'aprile del 1944.
La Divisione CM era responsabile della purificazione e fabbricazione dei materiali per la bomba, inclusi il nucleo, il tamper e l'iniziatore. La chimica e la metallurgia dell'uranio erano abbastanza conosciute, sebbene riservassero alcune sorprese, ma quella del plutonio era quasi completamente sconosciuta. L'elemento era stato scoperto solo poco tempo prima ed esisteva solo in quantità microgrammiche. Le ipotesi fatte sulla sua chimica tendevano a essere sbagliate, e man mano che la ricerca progrediva si scopriva che possedeva proprietà insolite, inclusa l'esistenza di non meno di sei allotropi. Vi era una rivalità tra i suoi scopritori, con il gruppo di Wahl e Kennedy a Los Alamos in competizione con quello di Seaborg a Chicago per produrre il miglior processo di purificazione del metallo. Questa competizione terminò bruscamente quando il gruppo di Segrè a Los Alamos scoprì che alti livelli di un fino ad allora sconosciuto isotopo, il plutonio-240, nel plutonio prodotto nei reattori significava che era necessaria una bomba nucleare a implosione, e quindi non era più richiesta un'alta purezza.
I chimici di Kennedy riuscirono a ridurre l'idruro di uranio a uranio-235 metallico con un'efficienza del 99,96%. Il gruppo CM-8 (Metallurgia dell'Uranio e del Plutonio) di Eric Jette scoprì che potevano stabilizzare il plutonio nella sua fase δ malleabile legandolo con il gallio. Per i suoi servizi, Kennedy fu insignito della Medaglia al merito dal Presidente Harry S. Truman nel 1946.

### Dopoguerra
Nel 1945, Kennedy fu assunto come professore presso la Washington University in St. Louis, dove fu nominato capo del dipartimento di chimica nel 1946, ruolo che mantenne fino alla sua morte. Kennedy portò con sé Wahl, Lindsay Helmholz, David Lipkin, Herbert Potratz e Samuel Weissman, che entrarono a far parte del corpo docente della Washington University. Fino a quel momento, la Washington University era principalmente focalizzata sull'insegnamento, ma Kennedy contribuì a trasformarla in un centro di ricerca.
Insieme a Seaborg, McMillan e Wahl, Kennedy ricevette 400 000 dollari dalla Commissione per l'energia atomica degli Stati Uniti come compenso per il loro lavoro scientifico. Morì il 5 maggio 1957, all'età di 40 anni, per un cancro allo stomaco. La serie di conferenze Kennedy, intitolata in suo onore, tiene ogni anno presso la Washington University.

## Nella cultura popolare
Nel film del 2023 Oppenheimer, Joseph W. Kennedy è interpretato dall'attore Troy Bronson.